# Ascàlaf (fill d'Aqueront)
Segons la mitologia grega, Ascàlaf (en grec antic Άσκάλαφος), va ser un geni infernal, fill d'Aqueront i d'una nimfa de l'Estix. Es trobava als jardins de l'Hades quan Persèfone es menjà el gra d'una magrana, trencant el dejuni i perdent, sense saber-ho, qualsevol esperança de tornar a veure la llum del sol. Ascàlaf la va veure i la va delatar. Demèter, plena de còlera, el va transformar en òliba comuna. Una altra versió diu que la deessa va col·locar Ascàlaf sota una gran roca, que Hèracles, quan va baixar als inferns, va apartar. Només aleshores i com a càstig, Ascàlaf va quedar convertit en òliba.